# Ридли, Джон
Джон Ридли (англ. John Ridley; род. 1965) — американский сценарист и режиссёр, лауреат премии «Оскар».
Ридли родился в Милуоки (штат Висконсин) и вырос в Меконе. Его работы включают полнометражные фильмы «12 лет рабства», «Красные хвосты», «Поворот», «Три короля», и «Тайный брат»; романы «Дрейф», «Те, кто ходят во тьме», «Разговор с Манном», «Любовь — ракета», «Каждый курит в Аду» и «Бродячие собаки»; и комикс «Путь американца».
Написанный Ридли сценарий к фильму «12 лет рабства» получил в 2014 году премию «Оскар» за лучший адаптированный сценарий, сделав Ридли вторым афроамериканцем — лауреатом в этой категории после Джеффри Флетчера. В 2014 году Ридли создал телесериал «Американское преступление» для ABC.

## Работы

### Фильмы
| Год  | Полн. фильм         | Ориг. название     | Указан/Роль        | Примечания |
| ---- | ------------------- | ------------------ | ------------------ | --- |
| 1997 | Поворот             | U Turn             | сценарист          | |
| 1999 | Три короля          | Three Kings        | сценарист          | Премия Юго-восточной ассоциации кинокритиков за лучший адаптированный сценарий Номинация — Премия «Золотой спутник» за лучший оригинальный сценарий (вместе с Дэвидом О. Расселлом) Номинация — Премия американский гильдии сценаристов за лучший оригинальный сценарий (вместе с Дэвидом О. Расселлом) |
| 2002 | Тайный брат         | Undercover Brother | сценарист          | Номинация — Премия «Black Reel» за лучший сценарий |
| 2012 | Красные хвосты      | Red Tails          | сценарист          | |
| 2013 | Всё на моей стороне | All Is by My Side  | сценарист/режиссёр | |
| 2013 | 12 лет рабства      | 12 Years a Slave   | сценарист          | Премия «Оскар» за лучший адаптированный сценарий Премия ассоциации афроамериканских критиков за лучший сценарий Премия ассоциации кинокритиков Остина за лучший адаптированный сценарий Премия ассоциации кинокритиков Чикаго за лучший адаптированный сценарий Премия кружка кинокритиков Флориды за лучший адаптированный сценарий Премия общества кинокритиков Хьюстона за лучший сценарий Премия ассоциации кинокритиков Индианы за лучший адаптированный сценарий Премия «Независимый дух» за лучший сценарий Премия кружка кинокритиков Канзаса за лучший адаптированный сценарий Премия кружка кинокритиков Оклахомы за лучший адаптированный сценарий Премия общества кинокритиков Феникса за лучший адаптированный сценарий Премия кружка кинокритиков Сан-Франциско за лучший адаптированный сценарий Премия юго-восточной ассоциации кинокритиков за лучший адаптированный сценарий Премия ассоциации кинокритиков Юты за лучший адаптированный сценарий Номинация — Премия BAFTA за лучший адаптированный сценарий Номинация — Премия общества кинокритиков Денвера за лучший адаптированный сценарий Номинация — Премия ассоциации кинокритиков Джорджии за лучший адаптированный сценарий Номинация — Премия «Золотой глобус» за лучший сценарий Премия Лондонского кружка кинокритиков за лучший сценарий Номинация — Премия общества кинокритиков Сан-Диего за лучший адаптированный сценарий Номинация — Премия «Спутник» за лучший адаптированный сценарий Номинация — Премия кружка кинокритиков Ванкувера за лучший сценарий |
| 2016 | Бен-Гур             | Ben-Hur            | сценарист          | |

### Телевидение
Американское преступление / American Crime (2015)

### Пьесы
Десять тысяч лет / Ten Thousand Years (мировая премьера в 2005 году)